# 닛토코마센
닛토코마센(일본어: 日東駒専, にっとうこません)은 일본 도쿄의 4개 사립 대학을 일컫는 말이다.
- 니혼 대학 (日本大学)
- 도요 대학 (東洋大学)
- 고마자와 대학 (駒澤大学)
- 센슈 대학 (専修大学)

## 같이 보기
- 일본의 대학 목록